# Rotshagedissen
Rotshagedissen (Platysaurus) zijn een geslacht van hagedissen uit de familie gordelstaarthagedissen (Cordylidae).

## Naam en indeling
De groep werd voor het eerst wetenschappelijk beschreven door Andrew Smith in 1844. De geslachtsnaam Platysaurus betekent vrij vertaald 'afgeplatte hagedis'. De Nederlandstalige naam rotshagedissen slaat op het feit dat de dieren in stenige omgevingen leven waar ze zonnen op en schuilen onder rotsen. In andere talen wordt verwezen naar het sterk afgeplatte lichaam, zoals het Engelse 'flat lizards' (platte hagedissen) en het Duitse 'plattgürtelechsen' (platte gordelhagedissen).
De soort Platysaurus attenboroughi werd pas in 2015 wetenschappelijk beschreven en wordt in veel literatuur nog niet vermeld. Deze rotshagedis is vernoemd naar de Britse documentairemaker David Attenborough. Er zijn in totaal zestien verschillende soorten.

## Verspreiding en habitat
Alle soorten komen voor in grote delen van Afrika, ten zuiden van de Sahara.
Veel soorten komen maar in een enkel land voor, een aantal soorten zoals de gewone rotshagedis (Platysaurus intermedius) heeft juist een erg groot verspreidingsgebied. De gewone rotshagedis heeft negen verschillende ondersoorten, die verschillen in uiterlijk en verspreiding. De aard en structuur van de rotsen waarop de hagedissen leven verschilt per streek. De ondergrond bestaat meestal uit stenen en rotsen die gevormd zijn uit de gesteenten gneis, graniet, ryoliet of zandsteen.

## Uiterlijke kenmerken

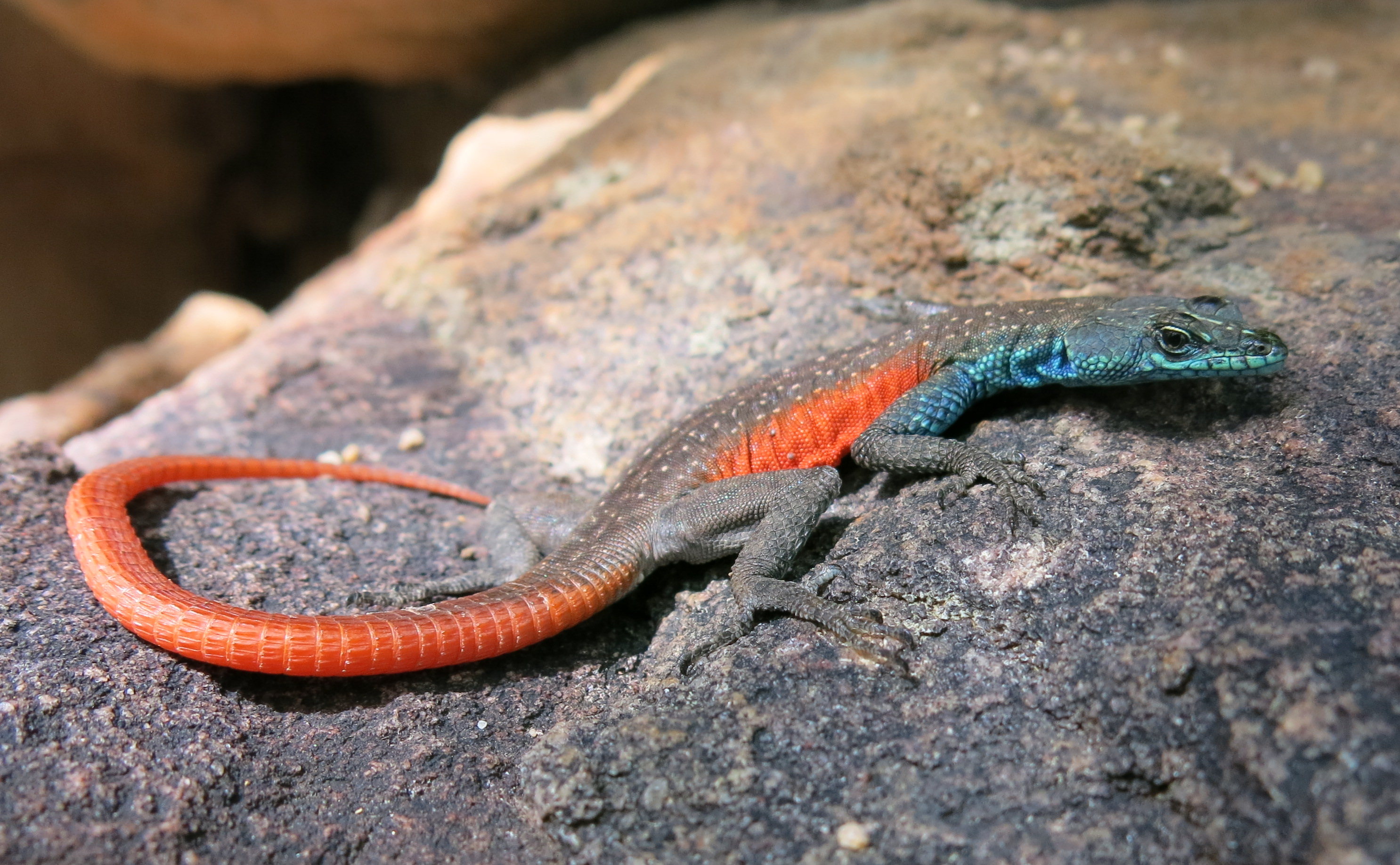
Platysaurus minor heeft een rode staart, rode flanken en een afstekende blauwe keel.

Rotshagedissen worden ongeveer twintig tot dertig centimeter lang inclusief de staart. De staart is bijna twee keer zo lang als het lichaam. De staart is opvallend afgeplat direct achter het lichaam. Soms zijn op de staartbasis kleine stekeltjes aanwezig. De staart kan worden afgeworpen bij gevaar (caudale autotomie) maar dit gebeurt vrij zelden. Als de staart verloren gaat groeit deze relatief snel weer aan.
Het lichaam is zeer sterk afgeplat, die schubben zijn glad en hebben geen stekels. De schubbenhuid vertoont aan de rug en flanken een regelmatig patroon van kleine knobbeltjes. De kop is robuust, de gehooropeningen zijn groot en duidelijk zichtbaar en de ogen zijn goed ontwikkeld. De oogleden zijn beweeglijk, sommige soorten hebben een doorzichtig midden van het onderste ooglid. Hierdoor kunnen ze met gesloten oogleden toch nog zien, een voorbeeld is de roodstaartrotshagedis. De poten zijn lang en krachtig, ze dragen vijf tenen en vingers die allemaal een klauwtje hebben.
In tegenstelling tot veel ander groepen van gordelstaarthagedissen zijn de rotshagedissen sterk seksueel dimorf. De mannetjes zijn duidelijk groter dan de vrouwtjes en hebben bovendien zeer bonte kleuren. Mannetjes hebben vaak een opvallend rode staart of hebben blauwe, gele of oranje kleuren aan de flanken, poten of keel. De vrouwtjes en de juveniele exemplaren hebben deze felle kleuren nog niet. Ze zijn bruin van kleur en hebben lichtere tot witte strepen en vlekken. Jonge mannetjes krijgen de opvallende kleuren pas als ze volwassen worden. Hierdoor vallen ze minder op bij vijanden en de volwassen mannetjes zien hun jongere soortgenoten niet als concurrent.

## Levenswijze

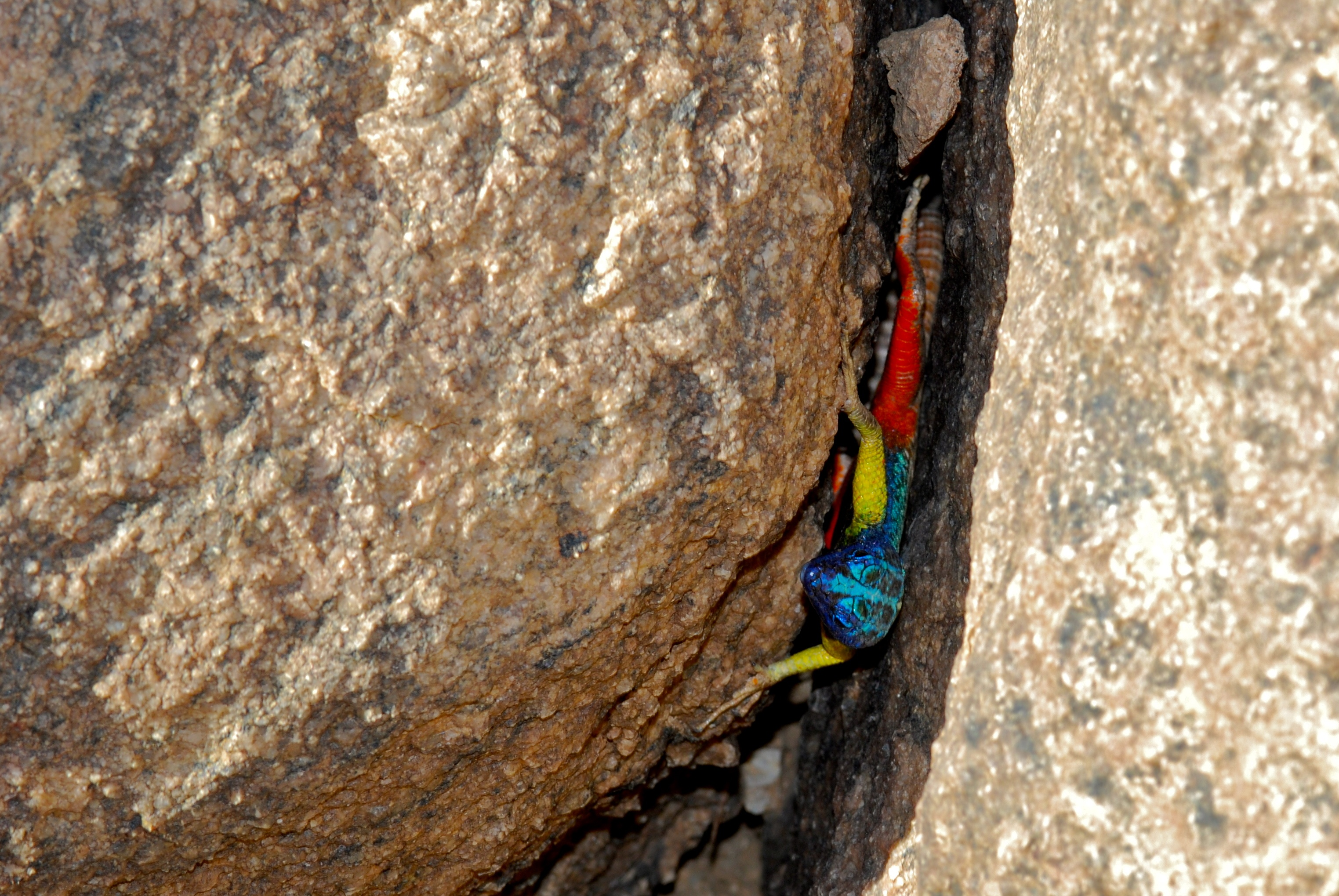
Rotshagedissen hebben een afgeplat lichaam om in rotsspleten te schuilen.

Rotshagedissen leven in droge, schrale omgevingen met weinig tot geen begroeiing. Ze brengen veel van hun tijd zonnend door op de stenen. Hierbij wordt het lichaam opgericht om meer warmte op te vangen, Rotshagedissen zijn eenmaal opgewarmd door de zon zeer snel en loeren continu naar langslopende prooidieren zoals insecten. Op het midden van de dag, als het te heet wordt, schuilen ze in de schaduw van de rotsen. Ze zijn een groot deel van de dag bezig met het zoeken naar voedsel.
Van rotshagedissen is beschreven dat ze al springend vliegende insecten als vlinders uit de lucht kunnen plukken. Van Broadleys rotshagedis (Platysaurus broadleyi) is bekend en goed gedocumenteerd dat ze voor een belangrijk deel leven van bepaalde vliegen uit de familie kriebelmuggen. Deze worden al in de lucht springend gevangen langs de oevers van de rivieren waar de vliegen leven. Rotshagedissen zijn zelfs in staat om in het water te duiken en zo prooien buit te maken die zich onder water bevinden.
Op het menu staan voornamelijk kleine ongewervelden zoals insecten. mieren, wespen, bijen, vliegen, kevers en vlinders en daarnaast de larven van insecten zoals rupsen. Een belangrijk deel van het voedsel bestaat uit plantaardige delen zoals vruchten en bloemen.
Bij gevaar vluchten ze snel weg in rotsspleten. Door het afgeplatte lichaam kunnen ze zich in de nauwste spleten begeven. Het lichaam wordt vervolgens vol met lucht gezogen. Door de knobbelige schubben op de huid komen ze vervolgens muurvast te zitten en zijn door vijanden zoals slangen niet uit de rotsspleet te krijgen. Mannetjes zijn soms territoriaal en verdedigen hun eigen stukje rots. Als andere mannetjes naderen kan een gevecht uitbreken. Het kan er fel aan toe gaan waarbij bloederige bijtwonden ontstaan en staarten worden afgebeten.
Van alle gordelstaarthagedissen zijn de rotshagedissen de enige groep die eieren afzet. Alle andere gordelstaarthagedissen zijn eierlevendbarend en brengen levende jongen ter wereld die direct zelfstandig zijn. De vrouwtjes zetten rond november en december meestal twee tot drie eieren af in rotsspleten. Vaak gebruiken verschillende vrouwtjes hetzelfde eiafzetplaats waardoor tientallen eieren kunnen worden aangetroffen. De eieren zijn wit en langwerpig van vorm, ze hebben een relatief zachte schaal. Na ongeveer twee tot drie maanden komen ze uit waarbij de bruin gekleurde juvenielen verschijnen.
Omdat de hagedissen relatief makkelijk in leven te houden zijn, worden verschillende soorten aangeboden in de handel in exotische dieren. Een populaire soort is de  gewone rotshagedis (Platysaurus intermedius). Deze soort kan in gevangenschap 14 jaar oud worden.

## Soortenlijst

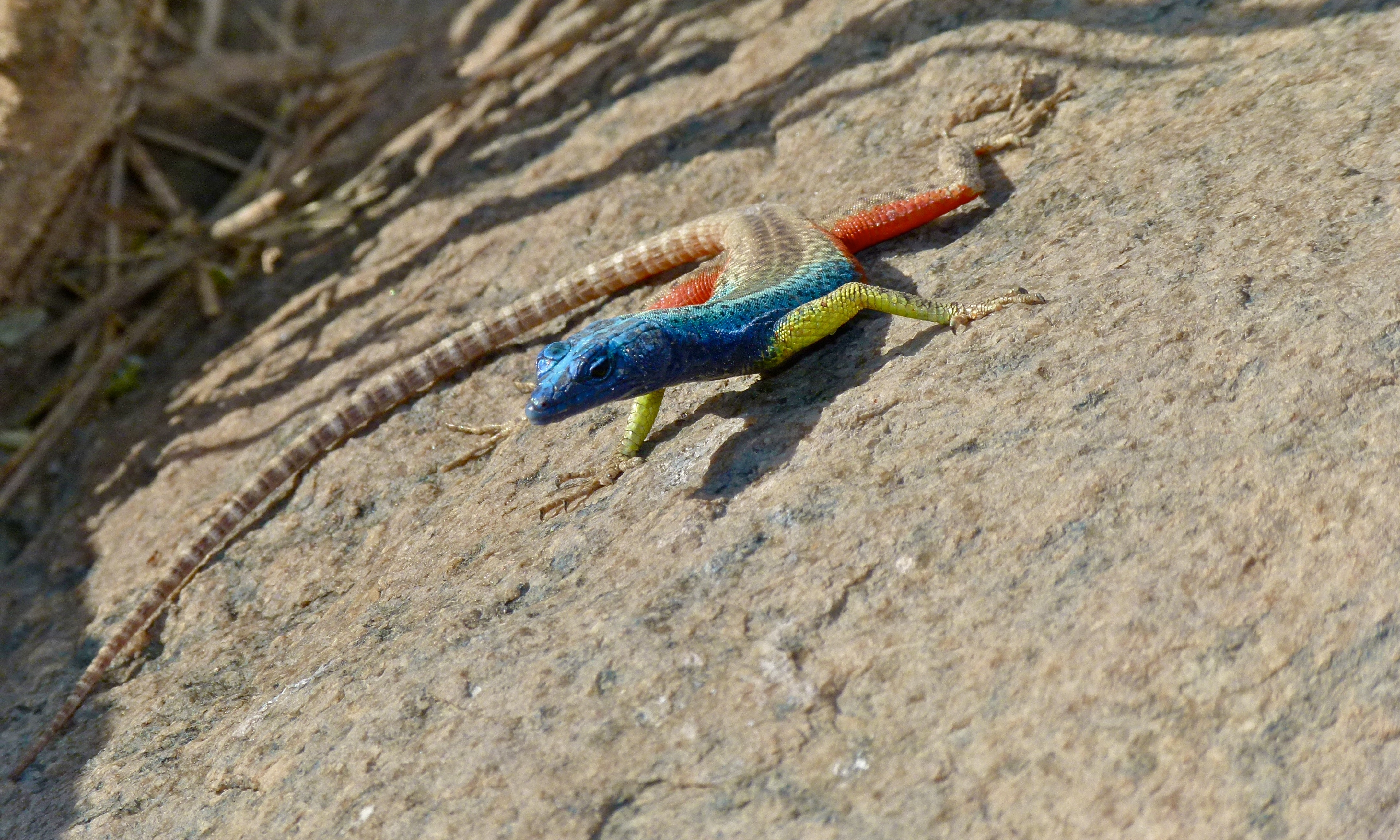
Mannetjes hebben bonte lichaamskleuren, afgebeeld is Broadleys rotshagedis.

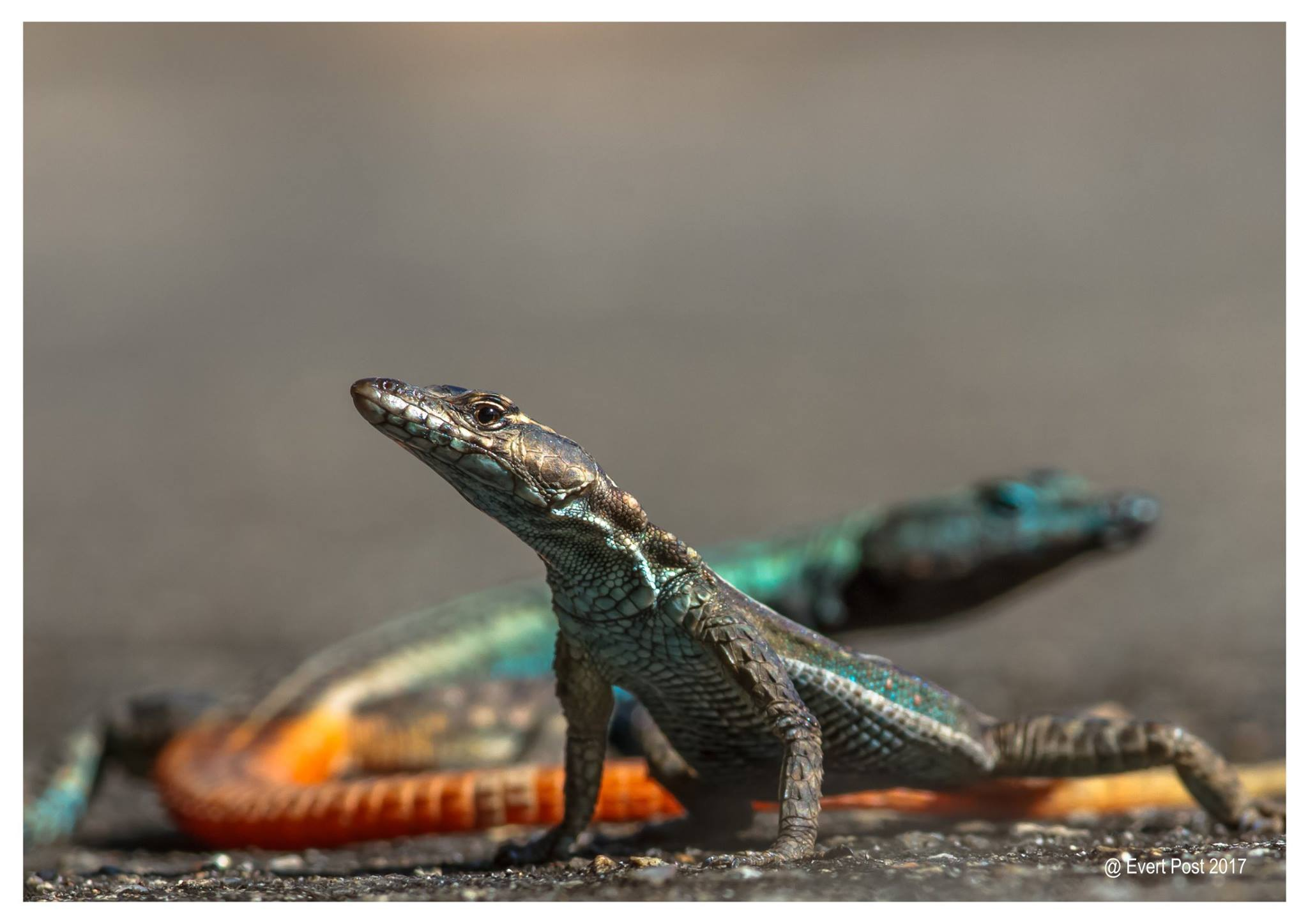
Zonnende rotshagedissen hebben een karakteristieke opgerichte lichaamshouding, afgebeeld is de gewone rotshagedis.

| Soorten uit het geslacht Platysaurus          | Soorten uit het geslacht Platysaurus  | Soorten uit het geslacht Platysaurus                           |
| --------------------------------------------- | ------------------------------------- | -------------------------------------------------------------- |
| Naam                                          | Auteur                                | Verspreidingsgebied                                            |
| Platysaurus attenboroughi                     | Whiting, Branch, Pepper & Keogh, 2015 | Namibië                                                        |
| Broadleys rotshagedis (Platysaurus broadleyi) | Branch & Whiting, 1997                | Zuid-Afrika                                                    |
| Platysaurus capensis                          | Smith, 1844                           | Namibië, Zuid-Afrika                                           |
| Roodstaartrotshagedis (Platysaurus guttatus)  | Smith, 1849                           | Botswana, Mozambique, Malawi, Zimbabwe, Zuid-Afrika            |
| Keizerrotshagedis (Platysaurus imperator)     | Broadley, 1962                        | Mozambique, Zimbabwe                                           |
| Gewone rotshagedis (Platysaurus intermedius)  | Matschie, 1891                        | Botswana, Malawi, Mozambique, Swaziland, Zimbabwe, Zuid-Afrika |
| Platysaurus lebomboensis                      | Jacobsen, 1994                        | Swaziland, Zuid-Afrika                                         |
| Platysaurus maculatus                         | Broadley, 1965                        | Mozambique                                                     |
| Platysaurus minor                             | FitzSimons, 1930                      | Zuid-Afrika                                                    |
| Platysaurus mitchelli                         | Loveridge, 1953                       | Malawi                                                         |
| Platysaurus monotropis                        | Jacobsen, 1994                        | Zuid-Afrika                                                    |
| Platysaurus ocellatus                         | Broadley, 1962                        | Mozambique, Zimbabwe                                           |
| Platysaurus orientalis                        | FitzSimons, 1941                      | Zuid-Afrika                                                    |
| Platysaurus pungweensis                       | Broadley, 1959                        | Mozambique, Zimbabwe                                           |
| Platysaurus relictus                          | Broadley, 1976                        | Zuid-Afrika                                                    |
| Platysaurus torquatus                         | Peters, 1879                          | Malawi, Mozambique, Zimbabwe                                   |